# Landesfrauenklinik Hannover

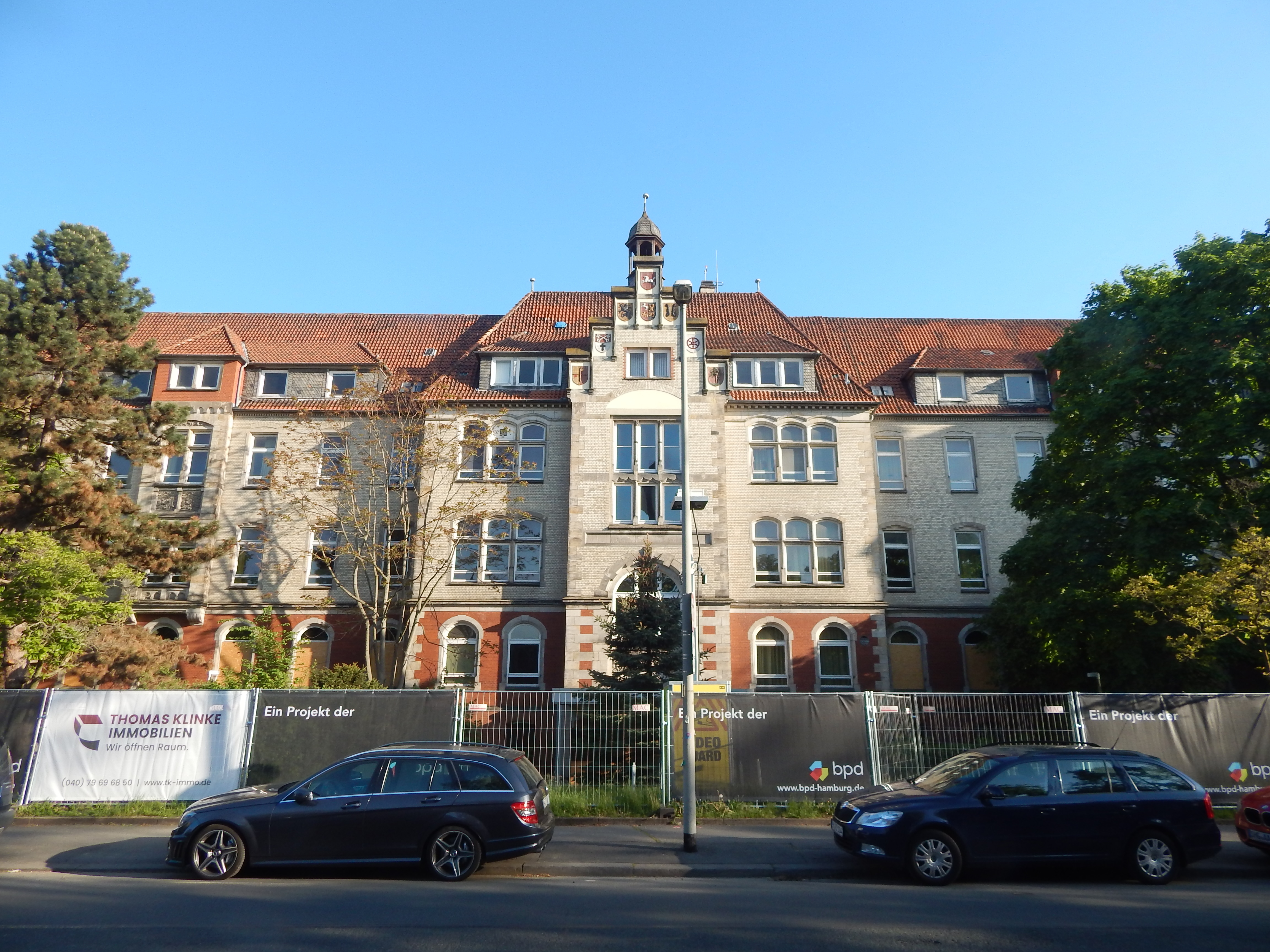
Blick auf das Hauptgebäude der ehemaligen Landesfrauenklinik und Hebammenschule mit dem Wappen des Landes Niedersachsen und anderen am Staffelgiebel; während des Umbaus im Mai 2018

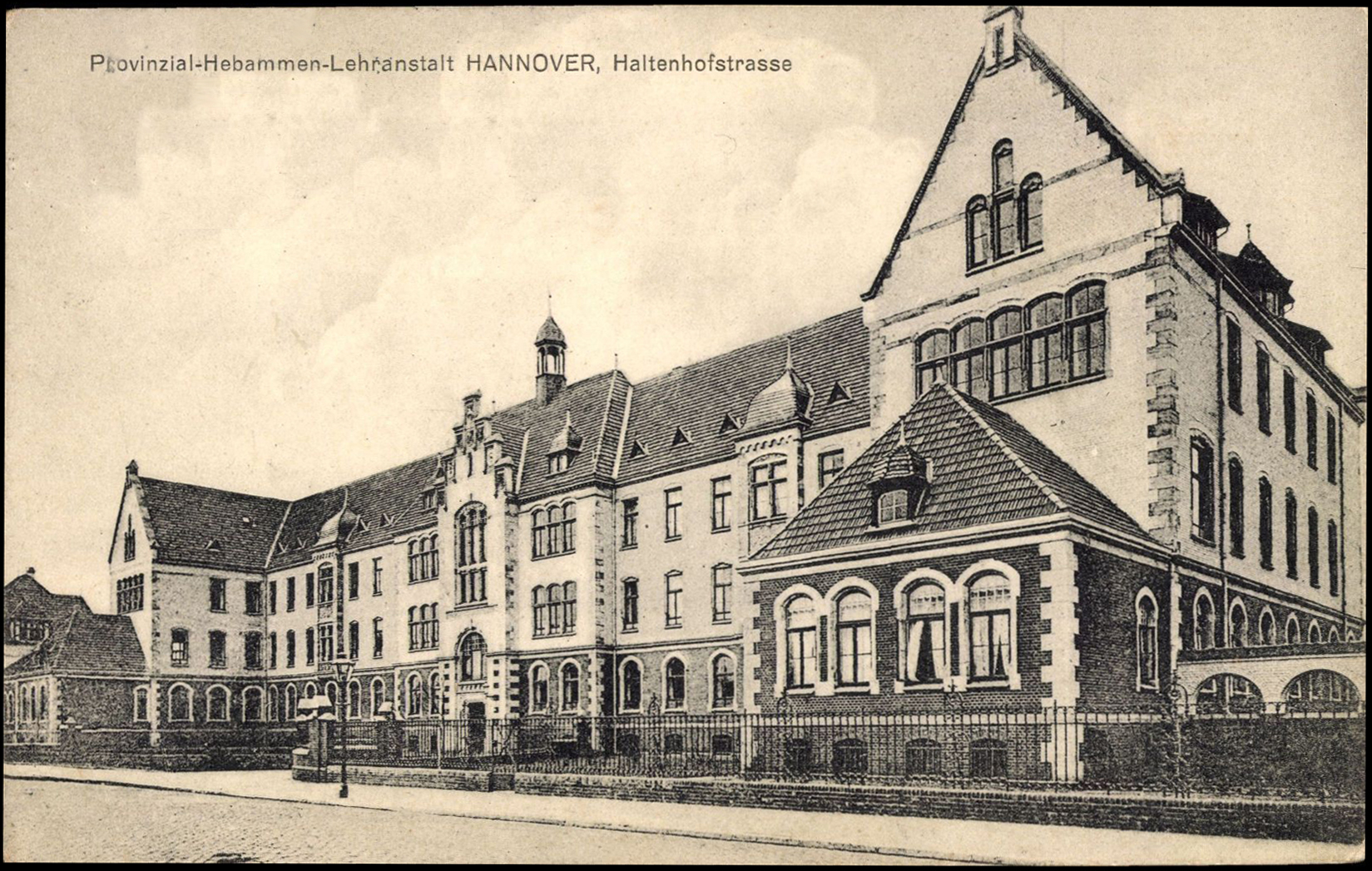
Die „Provinzial-Hebammen-Lehranstalt HANNOVER“, kurz nach ihrer Errichtung noch unter der Adresse Haltenhoffstraße; Bildseite einer um 1905 gefertigten Ansichtskarte

Die Landesfrauenklinik Hannover unter der Adresse Herrenhäuser Kirchweg 5 in Hannover, Stadtteil Nordstadt, ist ein Anfang des 20. Jahrhunderts errichteter, denkmalgeschützter, ursprünglich als Frauenklinik errichteter Gebäudekomplex, der sich ehemals in kommunalen Besitz befand. Zu den architekturgeschichtlich wertvollen Teilen zählen neben dem Hauptgebäude die Kapelle, das Kesselhaus, die Grundstücks-Einfriedungen sowie die Villa für die Direktoren.
In den 2010er Jahren verkaufte die Region Hannover das gesamte Areal an einen privaten Investor, der die historische Gebäudesubstanz in Luxuswohnungen umwandelte.

## Geschichte
Die ehemalige Frauenklinik Hannover stand in der Nachfolge des noch zur Zeit des Kurfürstentums Braunschweig-Lüneburg in der Altstadt von Hannover errichteten „Accouchir-Hospitals“, das auf Initiative des damaligen hannoverschen Bürgermeisters Wilhelm August Alemann im Jahr 1781 am Großen Wolfshorn, der heutigen Großen Packhofstraße eingerichtet worden war.
Nach mehreren Verlegungen an andere Standorte entstanden aufgrund des Bevölkerungswachstums ab 1890 Überlegungen für einen Neubau, der schließlich im Zeitraum von 1900 bis 1903 nach Plänen des Stadtbaurates Carl Wolff gegenüber dem wenige Jahre zuvor eröffneten Nordstadt-Krankenhaus errichtet wurde. Architekt Wolff selber veröffentlichte seinen Entwurf 1903 u. a. in dem renommierten „Handbuch der Architektur“.
Der Neubau der seinerzeit mustergültigen „Provinzial-Hebammenlehranstalt“ mit einer Kapazität von 1000 Geburten jährlich zeigte sich äußerlich als langgestreckte Dreiflügelanlage mit Fassaden aus roten und gelben Mauerziegeln in einer zurückhaltenden Gliederung aus Sandstein. Am 1. April 1903 wurde die Anstalt eingeweiht.
1911 richtete die Anstalt zudem eine Fürsorgestelle für Säuglinge ein, doch schon 1913 war die Grenze der räumlichen Leistungsfähigkeit erreicht.
1932 begannen umfangreiche Modernisierungen und Ausbauten, in deren Folge die Einrichtung 1933 in Landesfrauenklinik umbenannt wurde. Bis 1938 wurde die Anzahl der Betten auf 165 erhöht bei einer Höchstaufnahmezahl von 4390 Patientinnen und 2800 Entbindungen jährlich. Zudem wurden die Arbeitsgebiete der medizinischen Anstalt auf die Bekämpfung von Krebs und Tumoren ausgeweitet.
Während des Zweiten Weltkrieges wurde der Betrieb der Landesfrauenklinik mehr und mehr eingeschränkt, bis während der Luftangriffe auf Hannover in der Nacht vom 9. auf den 10. Oktober 1943 durch Fliegerbomben große Teile des Hauses zerstört wurden. Daraufhin wurde der Betrieb kurzzeitig in die Stadt Celle verlegt.
Noch unter den Britischen Militärbehörden wurde der Klinikbetrieb am Herrenhäuser Kirchweg ab 1946 nach und nach wieder aufgenommen: In der frühen Nachkriegszeit wurde im Gründungsjahr des Landes Niedersachsen 1949 die Anstalt in Niedersächsische Landesfrauenklinik und Hebammen-Lehranstalt Hannover umbenannt; der Wiederaufbau mit einigen auch äußerlichen Veränderungen dauerte jedoch bis 1965 an; im selben Jahr wurde der Neubau eines Schwestern-Wohnheimes angegliedert.
Ab 1983 fungierte der Klinikbetrieb zugleich als „Akademisches Lehrkrankenhaus der Medizinischen Hochschule Hannover“ (MHH).
Nachdem das Land am 1. Juli 1991 die Klinik zur Weiterführung an die Landeshauptstadt Hannover übergeben hatte, wurde die Einrichtung an das Nordstadtkrankenhaus angegliedert und in Krankenhaus Nordstadt – Frauenklinik und Hebammenschule umbenannt. Dem Betrieb standen 2009 vier Stationen mit 78 Planbetten zur Verfügung, zusätzlich vier Kreiß- und drei Operationssäle, ein „Kreißsaal-Sectio-OP“ und eine 10 Betten umfassende Wachstation.

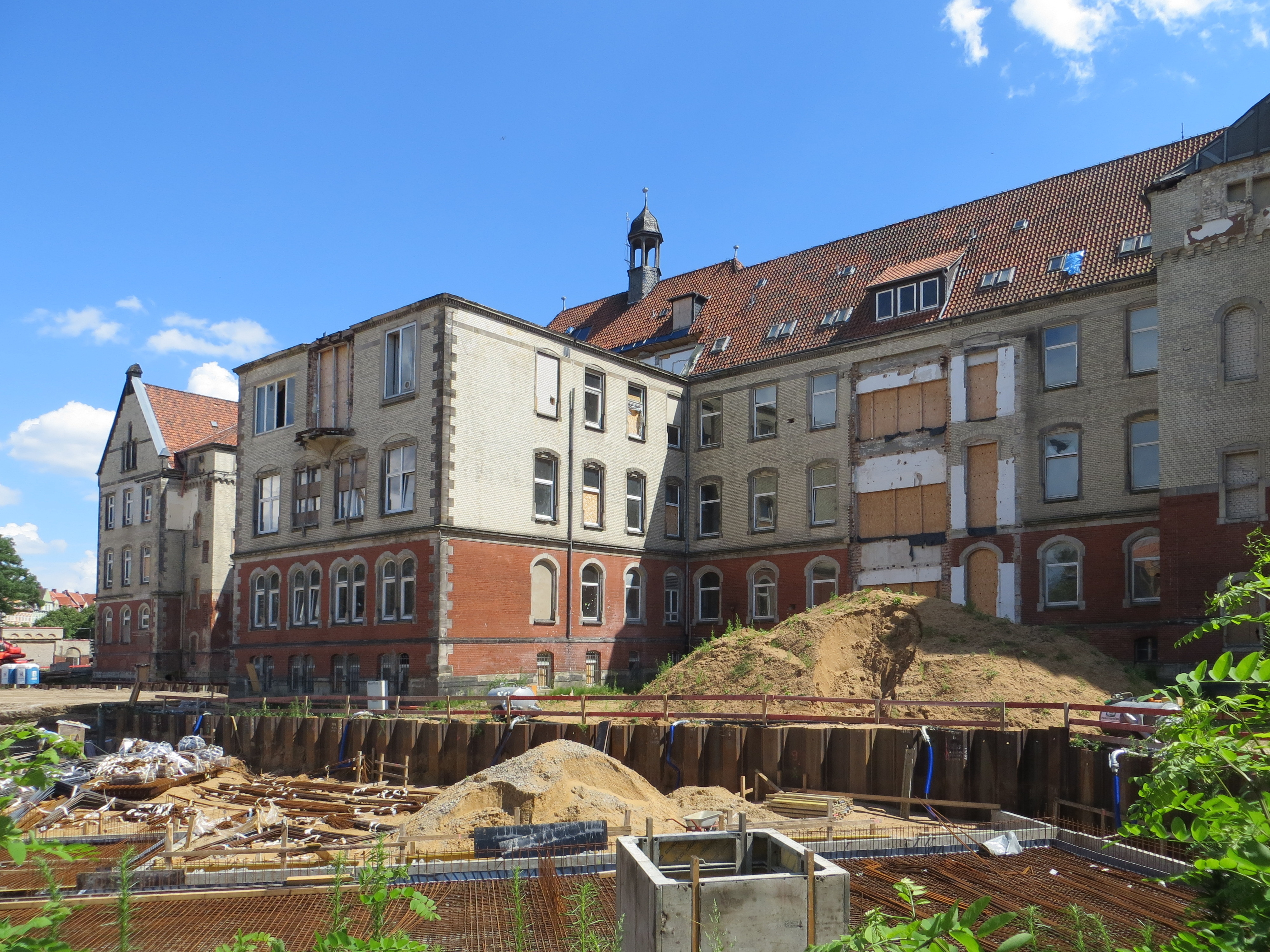
Rückseite des Hauptgebäudes nach dem Abriss des Schwesternwohnheimes

Nach der Neueingliederung des Krankenhauses in die Kliniken der Region Hannover unter der Trägerschaft der Region Hannover wurde die Geburtshilfe 2015 geschlossen. Die Stadtverwaltung Hannover erarbeitete einen Bebauungsplan, der dann jedoch nicht aufgestellt wurde. Das stieß in Teilen der Politik, insbesondere bei einigen Stadträten, auf Kritik, da die Kommune damit ein wichtiges Steuerungsinstrument aus der Hand gab. So wollten beispielsweise Vertreter der Partei Bündnis 90/Die Grünen „Quoten für Sozialwohnungen“ und auf Teilen der Flächen zu Festpreisen zum Beispiel Baugemeinschaften oder Wohnungsgenossenschaften Chancen einräumen. Sie konnten sich jedoch nicht durchsetzen, da es der Region Hannover auch um kurzfristige Gewinnmaximierung ging oberhalb des anfänglichen Schätzpreises für den Gesamtkomplex im Wert von 5,5 Millionen Euro. So wurde die Immobilie 2017 schließlich nach einem Bieterwettbewerb für rund 15,5 Millionen Euro an die in Hamburg ansässige Firma BPD verkauft, die zur niederländischen Rabobank gehört. Diese gab den Umbau der historischen Gebäudesubstanz zu insgesamt 153 Wohnungen bekannt sowie Neubauten auf dem weitläufigen Gelände mit seinem Baumbestand. Auf dem Areal zwischen der Haltenhoffstraße und dem Herrenhäuser Kirchweg waren auch Pläne für Neubauten bekanntgegeben worden: Demnach wollten die Immobilienentwickler einen Teil der Flächen „an eine Gesellschaft verkaufen, die Mietwohnungen mit Preisbindung anbietet“.
Der Investor, vertreten durch den Leiter der BPD-Niederlassung in Hamburg, habe nach dem Kauf „einen sehr intensiven Austausch mit der Stadtverwaltung gehabt“; mit dem Baudezernenten Uwe Bodemann und seiner Fachabteilung sei ein Konzept erarbeitet worden, nach dem der „zwischen den Gebäuden liegende Park [...] eine private Fläche [bliebe, den], Passanten [...] aber durchqueren“ dürften.

## Persönlichkeiten
Leitungspersonal
- 1932–circa 1943: Hans Albert Dietrich als Direktor, anschließend bis 1951 in Celle[7]
- 1946–1965 Karl Habbe

- bis 2015:
  - Hans-Werner Vasterling, Direktor ab 1967[8]
  - Helmut Kirchner, ärztlicher Leiter der Geburtshilfe[9]
  - Alexander Moser, Leiter vom Brustkrebszentrum[10]
  - Karl-Heinz Noeding, Chefarzt Gynäkologie[10]

## Archivalien
Archivalien von und über die Landesfrauenklinik und ihrer Vorgängerinnen finden sich beispielsweise
- als Bestand für die Laufzeit von 1945 bis 1988 mit Behandlungsbüchern und Unterlagen über die Ausbildung an der Hebammenlehranstalt; Niedersächsischen Landesarchiv (Abteilung Hannover), Archivsignatur NLA HA Nds. 331 Hannover[11]